# Воздушный транспорт США
Воздушный транспорт США — один из видов транспорта в США, включающий как собственно воздушные суда, так и необходимую для их эксплуатации инфраструктуру — аэропорты, диспетчерские и технические службы.
Соединённые Штаты Америки имеют очень разветвленную сеть авиаперевозок. В 2013 году в стране насчитывалось 86 аэропортов, которые ежегодно обрабатывали более 1 000 000 пассажиров и 12 из тридцати самых загруженных аэропортов мира по объему пассажиропотока (в 2014 году; в 2004 году их было 17), в том числе и самый загруженный в мире аэропорт по пассажирскому трафику и по взлётам-посадкам — Международный аэропорт Хартсфилд-Джексон Атланта. 
В 2012 году 88 % всех перевозок в США осуществлялось через 62 аэропорта страны; при этом используется как государственная, так и частная авиация. 
Как показала практика, авиаперевозки являются наиболее предпочтительными на расстояние, начиная с 480 км (300 миль).

## История
В 1914 году в США была открыта первая в мире коммерческая пассажирская авиалиния Сент-Питерсберг—Тампа.
Когда Соединённые Штаты в апреле 1917 года вступили в Первую мировую войну, они отставали от европейских стран в производстве самолётов. Во многом это было обусловлено тем, что США вступили в войну значительно позже, тогда как большинство европейских стран уже производили самолёты для боевых действий. И США были вынуждены использовать в своей армии самолёты из Великобритании или Франции. В августе 1917 года Конгресс США принял законопроект, по которому на производство самолётов было выделено $640 млн, но экономика страны была не готова перейти на массовое производство самолётов за короткий промежуток времени.

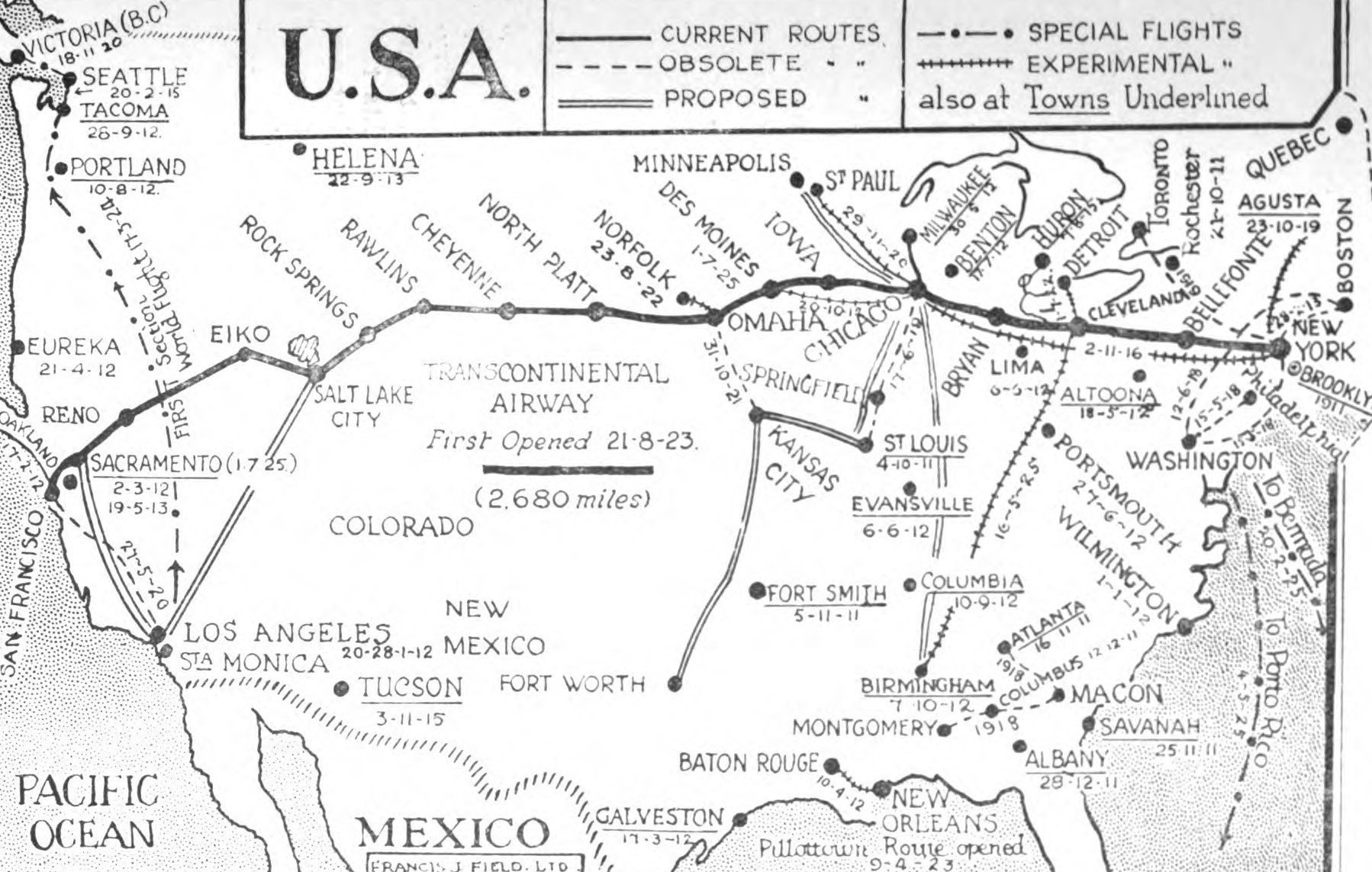
Авиационные маршруты по состоянию на 1925 год.

После войны в американской авиационной промышленности продолжался застой из-за низких бюджетов, невысокого спроса (была развитая сеть авто- и железных дорог), а также высокой конкуренции со стороны имеющихся зарубежных производителей, которые обладали гораздо развитой технологией, чем США. Причём основной спрос на самолёты приходился на военные цели. Такая ситуация продолжалась до середины 1920-х годов, когда самолёты стали понятным видом транспорта наряду с существующими, причем росла потребность на перевозку пассажиров. В это же время, в целях поддержки авиационной промышленности, правительство США одобрило перевозку авиапочты. А принятый в 1925 году документ — Kelly Airmail Act, побудил конкуренцию среди авиакомпаний, что, в конечном счёте, привёло к расширению авиаперевозок — почты, грузов, пассажиров.
Первыми бортпроводниками были мужчины и многие первые авиалинии (США)[уточнить] запрещали нанимать женщин.
В 1930 году в Соединённых Штатах возникла идея привлечь к работе стюардами молодых привлекательных девушек. Первой стюардессой в истории обычно называют Эллен Черч из Сан-Франциско, вышедшую на работу 15 мая 1930 года; в первом рейсе стюардесса обслуживала 11 пассажиров. Её наняла компания United Airlines (существует поныне). Два месяца спустя United Airlines приняла решение, что стюардессы должны обслуживать все их самолеты.
Американское самолётостроение переживало бурный рост на протяжении Второй мировой войны. Государство выделяло большие суммы на оборону с акцентом на  переход от автомобилестроения к производству самолетов. В начале войны производство самолетов в США было одним из самых низких в мире среди развитых стран, но к 1945 году американская авиационная промышленность давала уже более 1/3 общемирового производства самолетов (в это время безработица снизилась почти до полной занятости, произошел существенный рост ВВП). 
Расширение авиаперевозок в стране также привело к росту спроса на рабочую силу: было необходимо все больше пилотов, членов летного состава, инженеров и исследователей.
С окончанием войны достигнутые объёмы производства столкнулись с проблемой, когда появился избыток самолётов и недостаточный спрос на них. Соответственно, уровень безработицы незначительно увеличился до 2% в течение двух лет после окончания Второй мировой войны. Но затем, с улучшением технологий, а также увеличения безопасности и комфорта пассажирских перевозок, начался рост спроса в коммерческой авиации, и вскоре доходы в авиационной отрасли составили 50% от показателей 1945 года. Эффективность и престиж авиаперевозок подкрепился созданием в 1958 году Федерального управления гражданской авиации, которое уделяло большое внимание безопасности перевозок, разработке и поддержке системы управления воздушным движением гражданских и военных воздушных судов США. Ставший в середине 1970-х годов председателем Совета по гражданской авиации экономист Альфред Кан был идеологом закона о дерегулировании (англ. Airline Deregulation Act), который способствовал свободной рыночной конкуренции в авиапромышленности, что, в конечном итоге позволило американской авиационной отрасли повысить конкурентоспособность на международном рынке.
Существенно американские авиакомпании пострадали в результате терактов 11 сентября 2001 года — резко снизился индекс потребительского доверия в авиационной отрасли, которая теряла более $330 млн каждый день в течение первой недели после нападения; общая сумма потерь составила от одного до двух миллиардов долларов. В последующие годы наблюдалось снижение спроса на авиаперелеты, рост цен на топливо, что приводило к росту убытков авиакомпаний. Росла заработная плата сотрудников, сокращалось количество самолетов в эксплуатации, следовательно, росло число уволенных работников, что негативно влияло на экономику и уровень безработицы в стране.

## Аэропорты

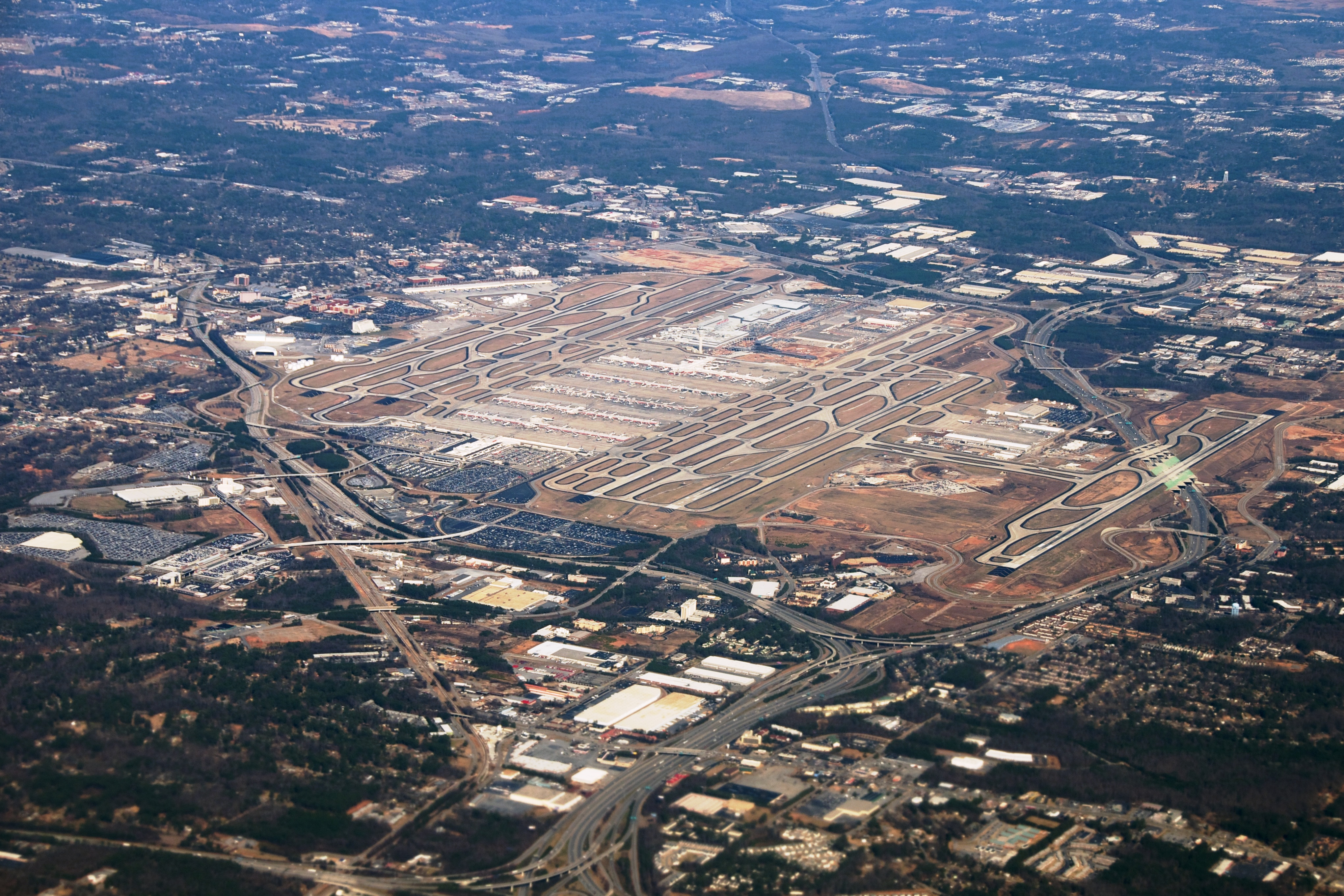
Международный аэропорт Хартсфилд-Джексон Атланта

Общественные аэропорты в США обычно строятся и эксплуатируются органами местного самоуправления. Исключением являются аэропорты военных баз. Как и железнодорожные пассажирские перевозки, федеральное правительство субсидирует авиаперевозки (до $14 млрд федеральных средств в 2002 году).
В 2013 году в стране насчитывалось 86 аэропортов, которые ежегодно обрабатывали более 1 000 000 пассажиров, и двенадцать из тридцати самых загруженных аэропортов мира по объему пассажиропотока в 2014 году (в 2004 году их было 17). 
В 2012 году 88 % всех перевозок в США осуществлялось через 62 аэропорта страны.
В США находится также загруженный в мире аэропорт по пассажирскому трафику и по взлётам-посадкам — Международный аэропорт Хартсфилд-Джексон Атланта
На 2008 год в США существовало аэродромов — 14951, из них:
| с твердым покрытием взлетно-посадочных полос, всего 5146, с длиной: - более 10000 футов (3047 м) — 190; - от 8000 футов (2438 м) до 10000 футов (3047 м) — 227; - от 5000 футов (1524 м) до 8000 футов (2437 м) — 1464; - от 3000 футов (914 м) до 5000 футов (1524 м) — 2307; - до 3000 футов (914 м) — 958. | с грунтовыми взлетно-посадочными полосами, всего 9805, с длиной: - от 8000 футов (2438 м) до 10000 футов (3047 м) — 6; - от 5000 футов (1524 м) до 8000 футов (2437 м) — 156; - от 3000 футов (914 м) до 5000 футов (1524 м) — 1734; - до 3000 футов (914 м) — 7909. |

Количество вертодромов было 146 (по состоянию на 2007 год).
Безопасность на воздушном транспорте Соединенных Штатах регулируется Администрацией транспортной безопасности, являющейся агентством Министерства внутренней безопасности. На авиарейс пассажиры должны предоставить действующий документ, удостоверяющий его личность. Для предотвращения проноса на борт воздушного судна запрещенных предметов, человек и ручная кладь должны пройти процедуру проверки. Предметами, запрещенными для проноса в самолет, являются — огнестрельное оружие, инструменты или другие предметы, которые могут быть использованы в качестве оружия, взрывчатые или легковоспламеняющиеся материалы, а также другие, опасные для человека, химические вещества.

## Услуги
США не имеет флагманской государственной авиакомпании, все они находятся в частной собственности. В стране имеется три крупных международных пассажирских авиаперевозчика (авиакомпании Delta Air Lines, American Airlines и United Airlines) и еще девять перевозчиков рангом ниже, которые работают в основном на внутренних рейсах. В конце 2014 года три указанные выше авиаперевозчика контролировали более 80% всех пассажирских перевозок на американском рынке. В США отсутствует государственное регулирование цен на билеты.

Пассажирские перевозчики
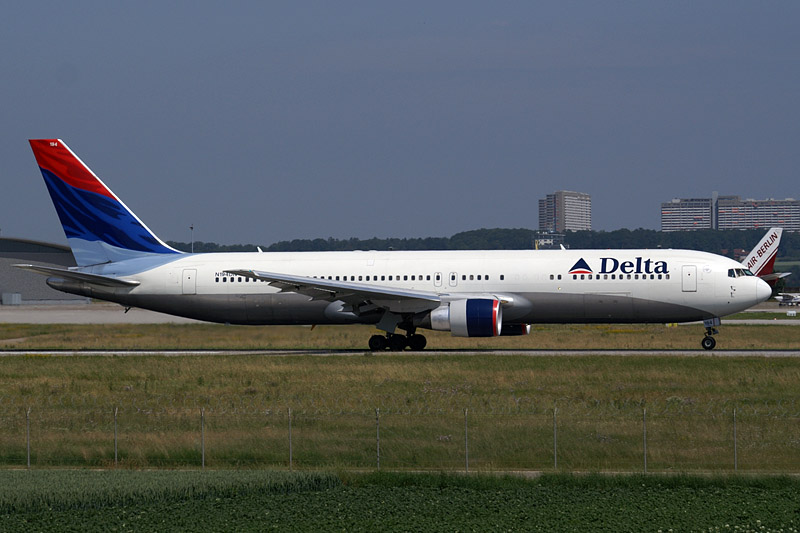
Delta Air Lines, Boeing 767
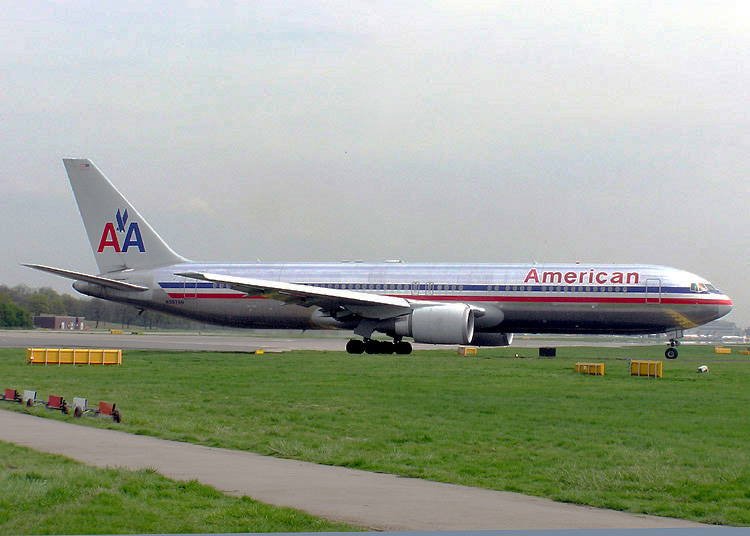
American Airlines, Boeing 767
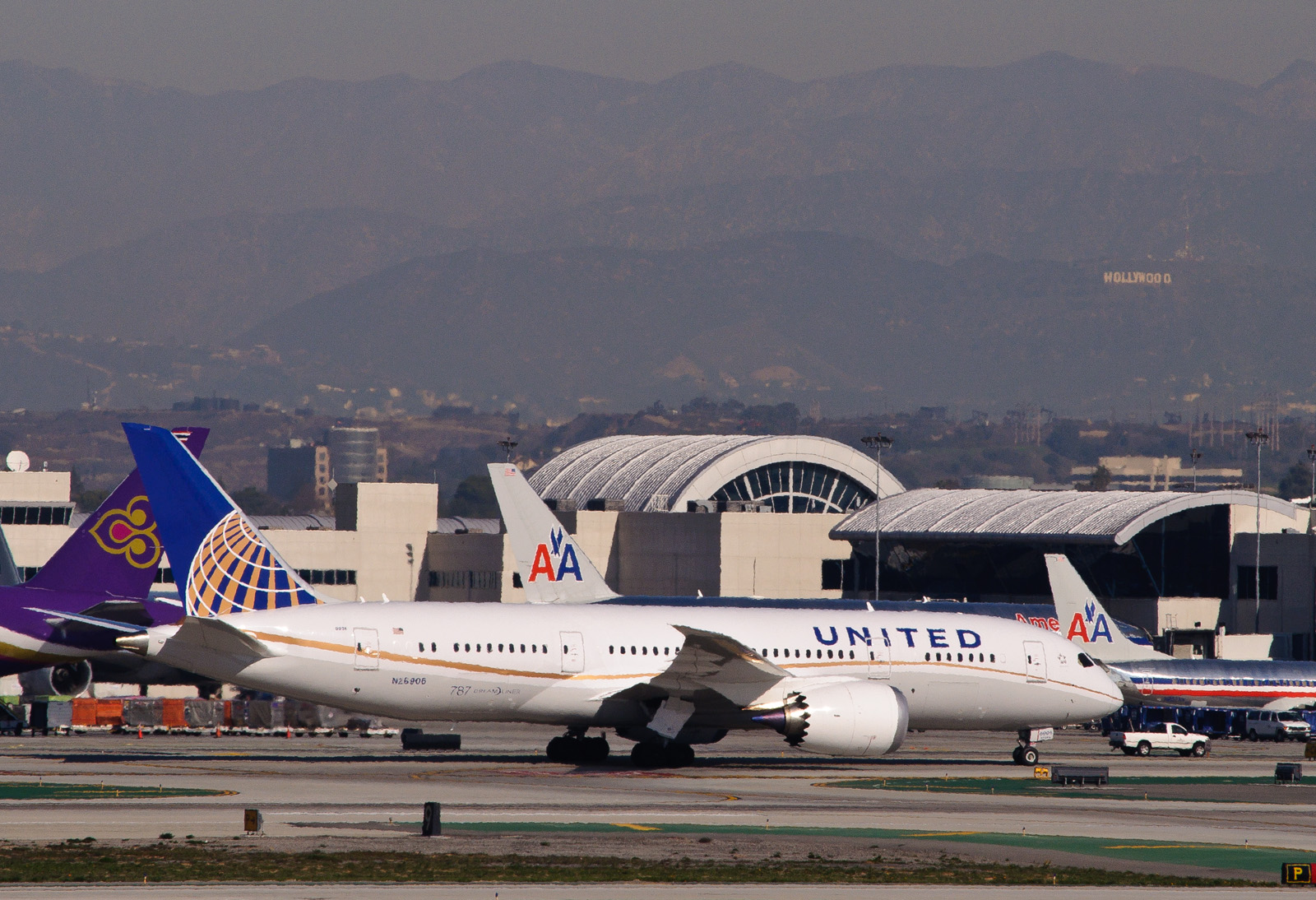
United Airlines, Boeing 787

Авиаперевозки грузов также находятся в ведении частных компаний, таких как FedEx и United Parcel Service. Воздушный флот этих компаний является одним из крупнейших в мире. В этой сфере перевозок имеется независимое агентство Федерального правительства США, являющееся оператором почтовых услуг — United States Postal Service, который многие из своих перевозок осуществляет воздушным транспортом.

Грузовые перевозчики
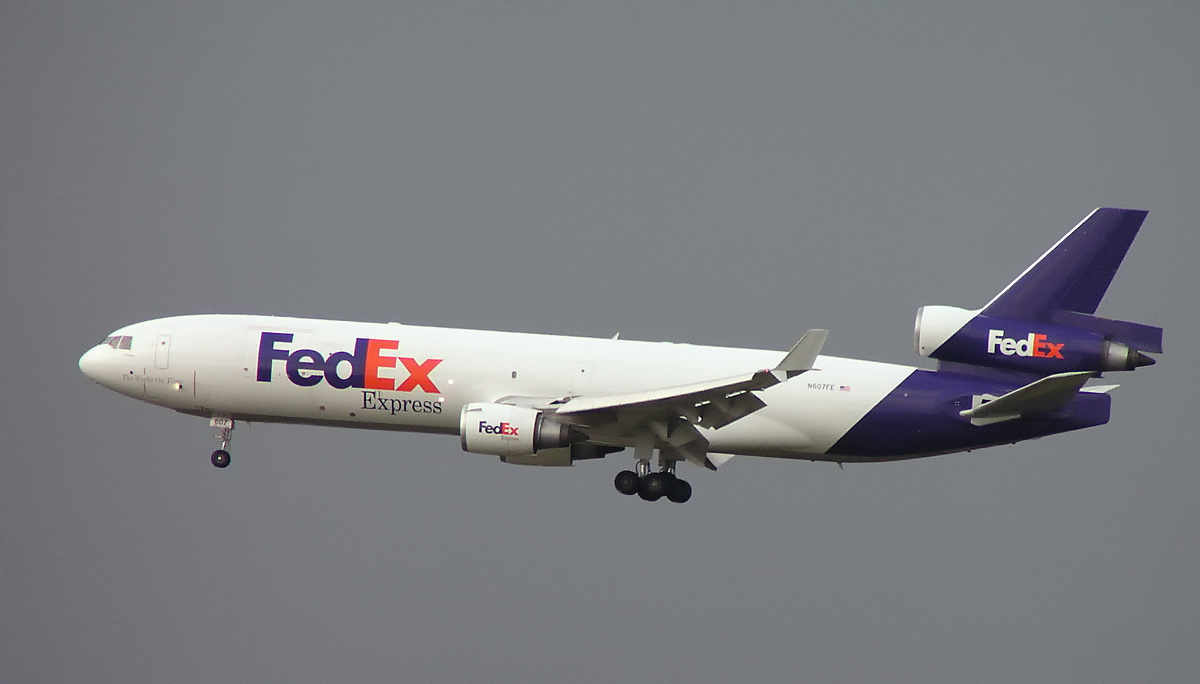
FedEx, MD-11
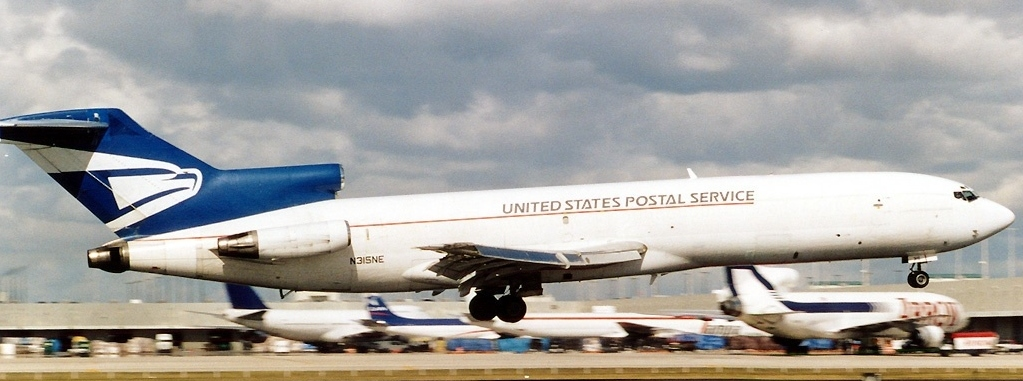
United States Postal Service, Boeing 727
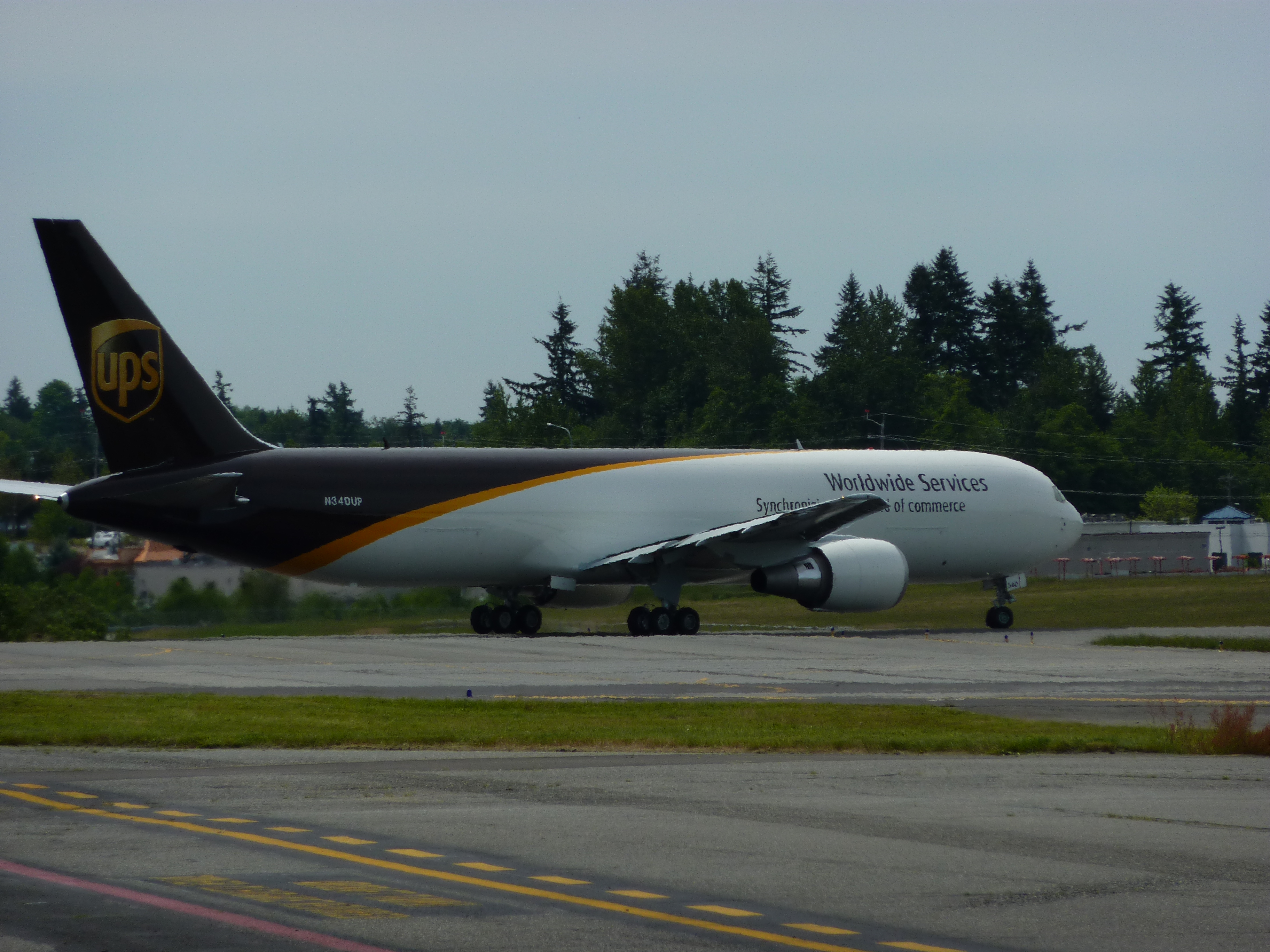
United Parcel Service, Boeing 767